# PhanTECHNIKUM

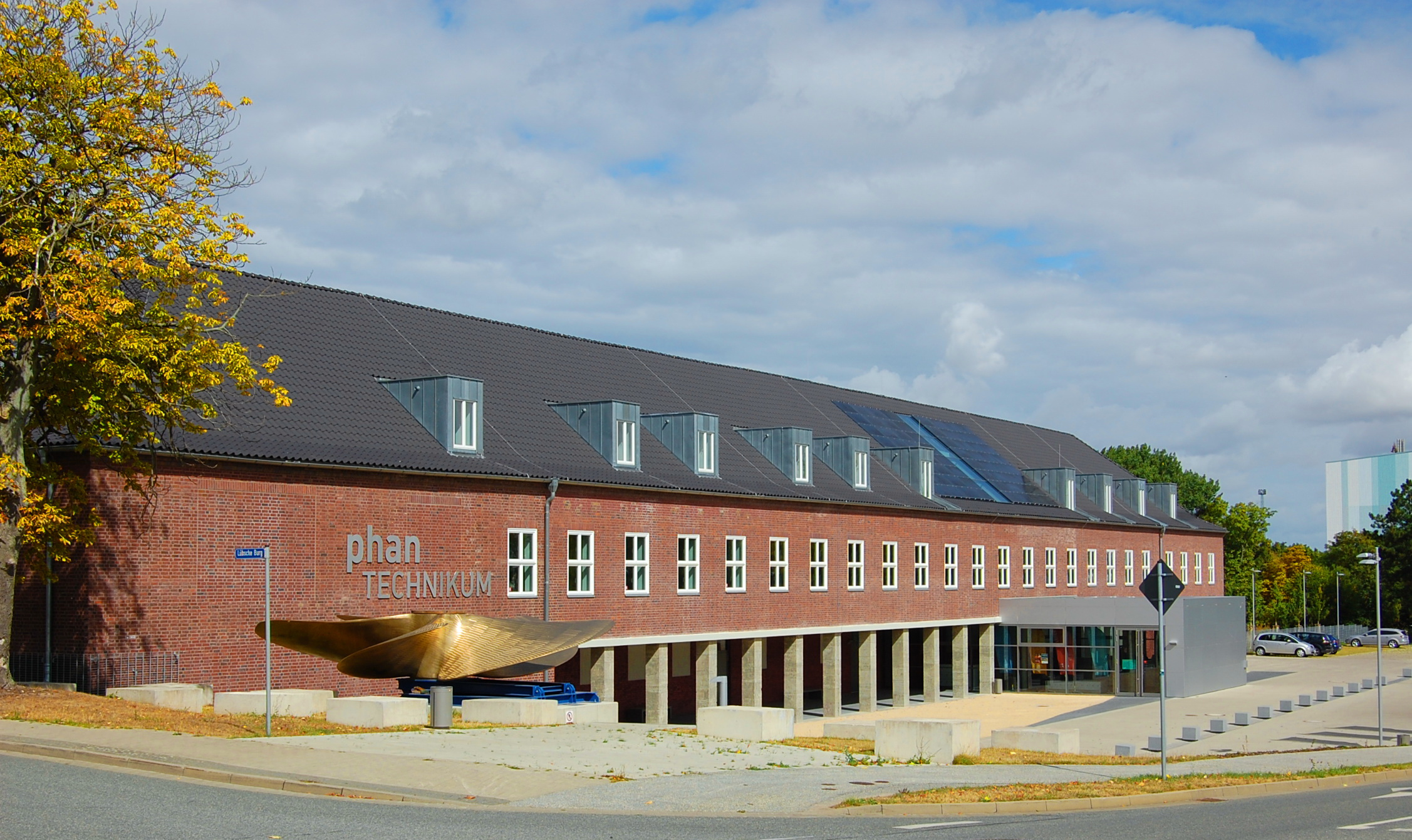
phanTECHNIKUM Wismar

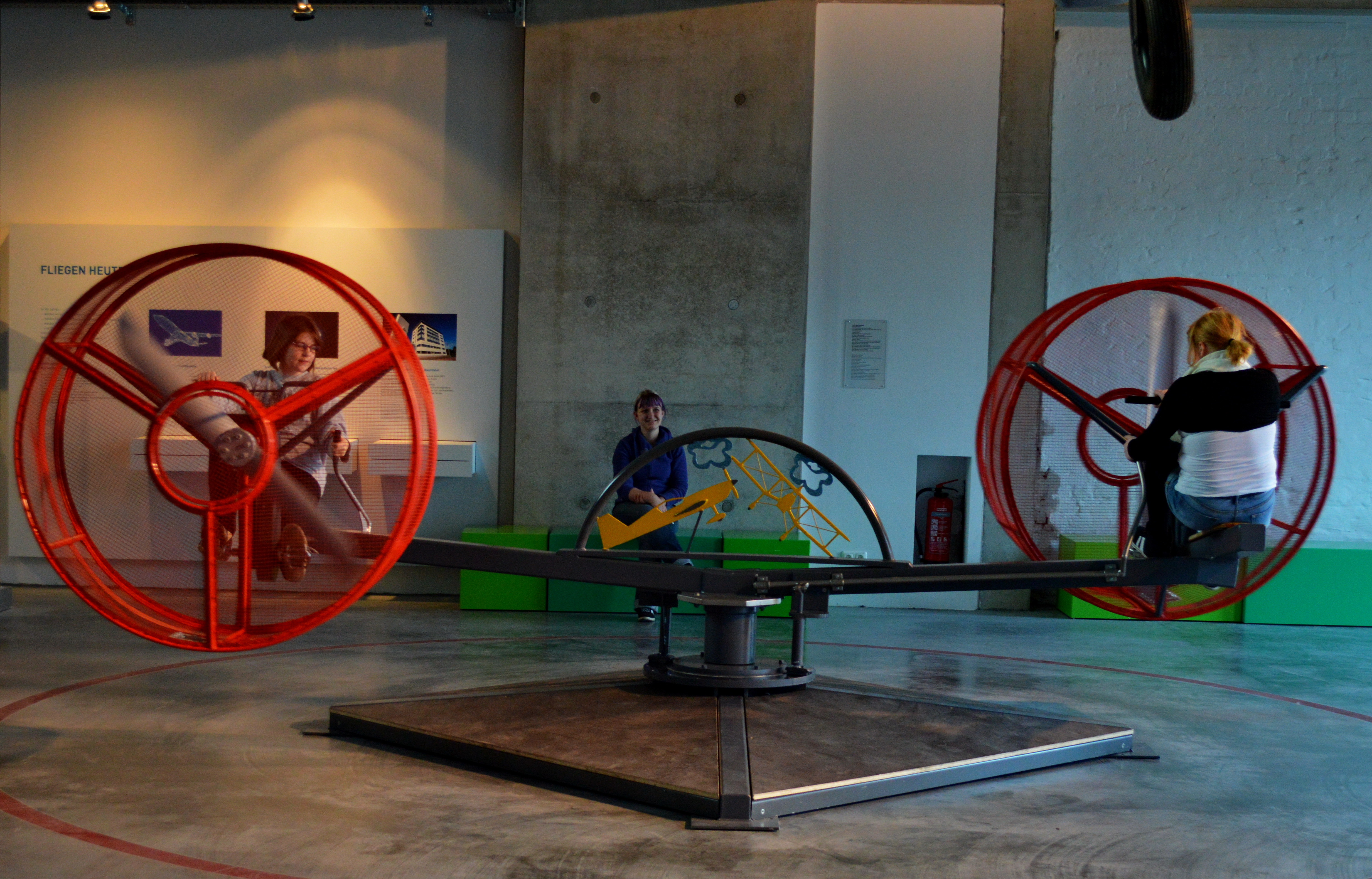
Propellerkarussel in der Erlebnisausstellung

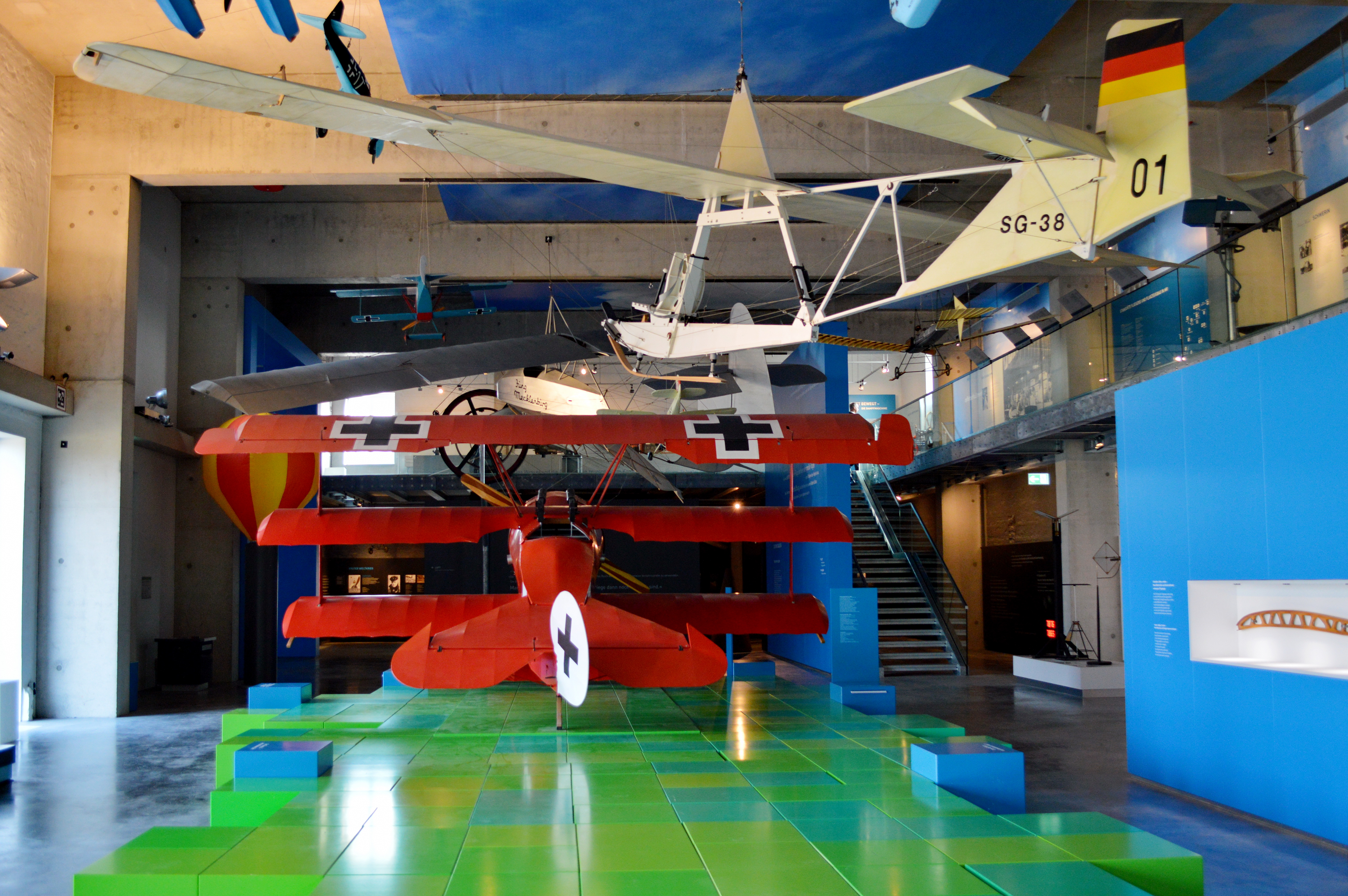
Die „Lufthalle“

Das phanTECHNIKUM ist das Ausstellungshaus des Technischen Landesmuseums Mecklenburg-Vorpommern in Wismar.
Auf über 3.000 m² Ausstellungsfläche wird die Technikgeschichte der Regionen Mecklenburg und Vorpommern interaktiv präsentiert.
Die Ausstellung ist durch die Integration zahlreicher Experimentierstationen weitgehend interaktiv und barrierefrei zugänglich. Die Schwerpunkte der Ausstellung bilden die Themenbereiche der Elemente Feuer, Wasser und Luft. Mit speziellen Angeboten und Dienstleistungen werden unterschiedliche Zielgruppen auf verschiedene Weise angesprochen.
Besondere Ausstellungsbereiche setzen sich mit nationaler sowie internationaler Technikgeschichte auseinander. Hinterfragt werden technische Innovationen für Krieg und Zerstörung. Die Verantwortung im ethischen Sinne für die Entwicklung von Technik wird diskutiert.
Sonderausstellungen zielen darauf, die eigenen, im Depot bewahrten Bestände zeitweise und gemeinsam mit Leihgaben aus dem In- und Ausland zu präsentieren und Sonderthemen zur Technikgeschichte des Landes vorzustellen. Darüber hinaus bieten Sonderausstellungen herausragende Möglichkeiten, aktuelle wissenschaftlich-technische Entwicklungen und wichtige gesellschaftliche Diskurse aufzuzeigen.

## Medien
- ZDF 12. Januar 2013 18:35 Umfangreicher Bericht in der Sendung hallo deutschland
- Bericht (Memento vom 21. September 2013 im Internet Archive) auf NDR 1 Radio MV vom 1. Dezember 2012